# Vera Day
Pour les articles homonymes, voir Day.
Vera Day, née le 4 août 1935 à Londres, est une actrice britannique.

## Biographie
Vera Day a été une figure familière du cinéma britannique de 1955 jusqu'au début des années 1960 en jouant des rôles de blondes sexy aussi bien dans des comédies que des films d'horreur. Après plus de trente ans d'absence à l'écran, elle a joué un rôle secondaire dans le film Arnaques, Crimes et Botanique en 1998.

## Filmographie
- 1954 : Le Démon de la danse (Dance Little Lady) de Val Guest
- 1955 : L'Enfant et la Licorne : Mimi
- 1955 : It's a Great Day (en) : Blondie
- 1955 : Fun at St. Fanny's (en) : Maisie
- 1957 : La Marque : Sheila
- 1957 : Le Prince et la Danseuse : Betty
- 1958 : The Woman Eater (en) : Sally
- 1958 : Grip of the Strangler de Robert Day : Pearl
- 1958 : Contre-espionnage à Gibraltar : Angela
- 1959 : Ni fleurs ni couronnes (Too Many Crooks) : Charmaine
- 1960 : And the Same to You : Cynthia Tripp
- 1960 : Trouble with Eve (en) : Daisy Freeman
- 1961 : La Malle sanglante : Diane
- 1961 : Watch it, Sailor! (en) : Shirley Hornett
- 1962 : Le Saint (saison 1, épisode 11) : Jane Mayo
- 1964 : Saturday Night Out : Arlene
- 1998 : Arnaques, Crimes et Botanique : Tanya
- 1998 : The Bill (saison 14, épisode 118) : Mme Hill
- 2007 : The Riddle (en) : Sadie Miller